# Буше, Петер Карл
Петер Карл Буше (нем. Peter Carl Bouché или нем. Peter Karl Bouché, 21 июля 1783 — 27 февраля 1856) — немецкий ботаник и садовник, отец немецкого ботаника, садовника и инспектора Ботанического сада Берлина Карла Давида Буше (1809—1881).          

## Биография
Петер Карл Буше родился в Берлине 21 июля 1783 года.
Он предпринял много экскурсий в Бранденбург и обнаружил там несколько новых видов растений.
В 1837 году была опубликована его работа Über die Kultur der Zwiebelgewächse.
Петер Карл Буше умер в Берлине 27 февраля 1856 года.

## Научная деятельность
Петер Карл Буше специализировался на семенных растениях.

## Научные работы
- Über die Kultur der Zwiebelgewächse, 1837. Das Buch trägt die Verfasserbezeichnung „D. C. P. Bouché“, doch ist es [nach Wimmer] wohl eindeutig Peter Carl Bouché zuzuordnen.
- Der Zimmer- und Fenstergarten, 1. Aufl. 1808; ab der 2. Aufl. 1811 ergänzt um eine Anweisung zur Blumentreiberei und zu einer für alle Monate geordneten Behandlung der in diesem Werke vorkommenden Gewächse.; 3. Aufl. 1817; 5. Aufl. 1821; 6. Auflage nochmals Vermehrt durch einen Anhang: Betrachtungen über den Stadtgarten oder Anweisung zur möglichsten Benutzung der Räume hinter und zwischen Gebäuden in Städten, Berlin: Nauck, 1833.